# Paraia
Paraia es un género monotípico de plantas con flores perteneciente a la familia Lauraceae. Su única especie: Paraia bracteata Rohwer, H.G.Richt. & van der Werff, es originaria de Brasil. El género fue descrito por H.G.Richt. & van der Werff y publicado en Annals of the Missouri Botanical Garden  78(2): 392-396 en el año 1991.